# João Paulo Diniz (jornalista)
João Paulo Diniz OL • ComL (Belém, Lisboa, 1949) é um jornalista português que trabalhou mais de 50 anos na rádio e na televisão, conhecido por ter passado na rádio a primeira senha secreta do 25 de Abril de 1974, "E Depois do Adeus", cantada por Paulo de Carvalho, às 23:55 do dia 24.

## Biografia
Diniz nasceu no bairro de Belém, em Lisboa, corria o ano de 1949. Cedo manifestou uma enorme paixão pela rádio. Começou na Rádio Peninsular, graças ao empenho de Aurélio Carlos Moreira, Decano dos Locutores Portugueses. Posteriormente, outras portas se abriram. Em 1969, arrecadou o prémio Imprensa com o programa “1-8-0”.
Durante o serviço militar esteve na Guerra do Ultramar na Guiné-Bissau onde também foi radialista do PFA - Programa das Forças Armadas, feito em instalações próprias do Comando Chefe, em Bissau.
Foi uma das vozes da liberdade em Portugal, conhecido por, aos 25 anos, ter passado nos Emissores Associados de Lisboa a primeira senha secreta do 25 de Abril de 1974, "E Depois do Adeus", cantada por Paulo de Carvalho, às 23:55 do dia 24. E, ao longo da sua carreira, entrevistou algumas das maiores figuras da história mundial, como Nelson Mandela, Fidel Castro ou João Paulo II.
Passou pelo Rádio Clube Português. Dirigiu a informação da RDP/Rádio Comercial, liderou audiências com o "Programa da Manhã" da Antena 1 e colaborou com as televisões TVI, SIC e RTP Memória. No plano internacional, entre inúmeros desafios profissionais, trabalhou seis anos na BBC, em Londres, dirigiu a Rádio Alfa, em Paris, e esteve, ainda, no Gabinete de Comunicação Social de Macau.
A 5 de junho de 2013, foi agraciado pelo Presidente da República Aníbal Cavaco Silva com o grau de Oficial da Ordem da Liberdade.
Recebeu o Prémio Igrejas Caeiro, em 2022, pela mão da Sociedade Portuguesa de Autores.
Em maio de 2023, lançou o livro "Cuidado Com os Cabelos Brancos", com a chancela da Âncora Editora.
A 2 de abril de 2025, foi agraciado com o grau de Comendador da Ordem da Liberdade.